# 方威捷 (演员)
方威捷（英語：Ian Fang, 1989年12月13日—）中国上海籍新加坡前男演员、主持人、导演及业余歌手，現為被定罪的性犯罪者。曾用艺名方伟杰。2011年参演首部新传媒8频道电视剧《警徽天职》从而正式进入演艺圈。他也曾是新传媒八公子成员之一。曾为新传媒私人有限公司旗下经纪合约男艺人。2025年，方威捷在承认对未成年人实施性侵行为后被判有罪，并被判处40个月（约3年零4个月）监禁。

## 演艺生涯

### 2011年：出道
2011年，参演新传媒8频道电视剧《警徽天职》饰演罗超龙，新传媒8频道电视剧《边缘父子》饰演刘杰生。

### 2012年至2015年
2012年，客串新传媒8频道紧急医疗电视剧《995》饰演袁志伟，参演新传媒8频道青春励志电视剧《我们等你》饰演白志翔，新传媒U频道电视剧《注定》饰演张必胜，本地制作的电影《我们都不完美》饰演扎克，新传媒8频道实况节目《我和偶像有个约会》。
2013年，参演新传媒8频道电视剧《骤变》饰演钟文泰，新传媒8频道电视剧《志在四方》饰演周耀祖，新传媒8频道电视剧《96°C 咖啡》饰演刘传之，电视电影《玩味爱情》饰演达雷尔。
2014年，参演新传媒U频道电视剧《烧.卖》饰演陈欧文，新传媒8频道电视剧《球在你脚下》饰演洪德海，本地制作的电影《再见巨人》饰演何小弟。
2015年，参演新传媒8频道电视剧《志在四方II》饰演周耀祖，友情客串新传媒8频道电视剧《人生无所畏》饰演白自翔，参演新传媒8频道电视剧《信约：我们的家园》饰演万子聪，新传媒8频道电视剧《虎妈来了》饰演陈浩威，新传媒8频道电视剧《初一的心愿》饰演仔仔。

### 2016年至2020年
2016年，参演新传媒8频道电视剧《勾魂使者》饰演林光辉，新传媒8频道电视剧《大英雄》饰演张伟康，新传媒8频道电视剧《绝世好工》饰演林梓杰，新传媒8频道电视剧《真探》饰演陈国辉。
2017年，参演新传媒8频道电视剧《小人物向前冲》饰演李梓阳，新传媒8频道方言电视剧《吃饱没2？》饰演阿发，马来西亚电影《令伯特烦恼》饰演林一白。
2018年，参演新传媒Toggle网络剧《千年来说对不起-前传》饰演猪八戒，新传媒8频道电视剧《千年来说对不起》饰演帅戈。
2019年，参演新传媒Toggle网剧《大话精》饰演刘德华，新加坡和台湾合拍的电视剧《你那边怎样，我这边ok》饰演李昊，新传媒8频道电视剧《下一站，遇见》饰演林宇星，新传媒8频道电视剧《爱.起航》饰演杨家辉，新传媒Toggle英语网络剧《见国会议员，英语：Meet The MP》饰演黄英雄（Hero Huang）。
2020年，参演新传媒8频道电视剧《快乐王子》饰演李达威，友情客串新传媒8频道电视剧《森林生存记》饰演麦斯(Max)，参演新传媒5频道电视剧《律政精英5，英语：Code of Law5》饰演 陈艾萨(Isaac Tan)，新传媒8频道电视剧《花花公子》饰演施安迪。

### 2021年至2024年
2021年，参演新传媒8频道电视剧《卧虎藏鬼》饰演谢伟祥。
2023年4月27日，方威捷宣布在合约于4月30日到期后将不会与新传媒续约。
2024年，方威捷成为一所儿童模特学校的表演老师。

## 个人生活
自移居新加坡後，他以簡化字形式的「方伟杰」作為藝名出道。直到2022年，他公開表示自己的本名為「方威捷」，並宣布將改用本名作為正式名稱。
2015年，方威捷成為新加坡永久居民。
2019年，一系列方威捷與女演員黃思恬之間的露骨簡訊被曝光，內容暗示兩人有不正當關係。 該些被洩露的訊息中亦包含對另一名演員王冠逸的批評言論。
2025年，方威捷因在2024年多次对一名15岁未成年人实施性侵而被起诉。他还被指控妨碍司法公正和骚扰同一名未成年人。他被判处40个月监禁，将于2025年6月16日开始服刑。

## 音乐作品
| 年份   | 专辑名称                                   | 歌曲名称         | 合唱                                                     | 备注              |
| 2012年 | 新传媒农历新年《群星贺岁金龙接财神》       | 嘻嘻哈哈过新年   | 吴劲威，李巧儿                                           | 合辑              |
| 2014年 | 新传媒农历新年《群星贺岁金马献万福》       | 新年快乐庆马年   | 胡佳琪、陈欣淇、包勋评、罗美仪                           | 合辑              |
| 2015年 | 新传媒农历新年《群星贺岁金羊添吉祥》       | 嘻嘻哈哈同过新年 | 张振寰、陈泂江、陈罗密欧、徐彬、徐鸣杰、包勋评、冯伟衷   | 合輯              |
| 2015年 | 不適用                                     | 爆               | 不適用                                                   | 单曲              |
| 2016年 | 新传媒农历新年《群星贺岁金猴添喜庆》       | 辞旧迎新福满人间 | 陈汉玮、郑惠玉、黄碧仁、张振寰、陈罗密欧、陈欣淇         | 合辑              |
| 2017年 | 不適用                                     | 我还是我         | 不適用                                                   | 单曲              |
| 2018年 | 不適用                                     | 猪八戒           | 不適用                                                   | 单曲              |
| 2019年 | 新传媒农历新年《群星贺岁猪饱饱欢乐迎肥年》 | 猪饱饱驾到       | 陈泂江、林慧玲、陈罗密欧、黄思恬、何盈莹、高美贵、钟坤华 | 合辑              |
| 2019年 | 不適用                                     | 念28             | 包勋评                                                   | 单曲 (致敬冯伟衷) |
| 2020年 | 不適用                                     | 王者             | 沈志豪                                                   | 单曲              |
| 2020年 | 不適用                                     | FLY (飞)         | 饶梓杰、李顺利(Nic Lee)、黄振隆、许庆锐(Shin)            | 单曲              |

## 影视作品

### 电视剧
| 年份   | 频道                      | 剧名                                        | 角色                 | 性质           |
| 2011年 | 新传媒8频道               | 警徽天职                                    | 罗超龙               | 次要角         |
| 2011年 | 新传媒8频道               | 边缘父子                                    | 刘杰生               | 男配角         |
| 2012年 | 新传媒8频道               | 995                                         | 袁志伟               | 男配角         |
| 2012年 | 新传媒8频道               | 我们等你                                    | 白志翔               | 男主角之一     |
| 2012年 | 新传媒U频道               | 注定                                        | 张必胜               | 男配角         |
| 2013年 | 新传媒8频道电视剧         | 骤变                                        | 钟文泰               | 男配角         |
| 2013年 | 新传媒8频道电视剧         | 志在四方                                    | 周耀祖               | 男配角         |
| 2013年 | 新传媒8频道电视剧         | 96°C 咖啡                                   | 刘传之               | 男配角         |
| 2014年 | 新传媒U频道电视剧         | 烧.卖                                       | 陈欧文               | 男主角之一     |
| 2014年 | 新传媒8频道电视剧         | 球在你脚下                                  | 洪德海               | 男配角         |
| 2015年 | 新传媒8频道               | 志在四方II                                  | 周耀祖               | 男配角         |
| 2015年 | 新传媒8频道               | 人生无所畏                                  | 白自翔               | 友情客串       |
| 2015年 | 新传媒8频道               | 信約：我們的家園                            | 万子聪               | 男配角         |
| 2015年 | 新传媒8频道               | 虎妈来了                                    | 陈浩威               | 男配角         |
| 2015年 | 新传媒8频道               | 初一的心愿                                  | 仔仔                 | 男配角         |
| 2016年 | 新传媒8频道               | 勾魂使者                                    | 林光辉               | 第一男主角     |
| 2016年 | 新传媒8频道               | 大英雄                                      | 张伟康               | 男配角         |
| 2016年 | 新传媒8频道               | 绝世好工                                    | 林梓杰               | 男配角         |
| 2016年 | 新传媒8频道               | 真探                                        | 陈国辉               | 次要角         |
| 2017年 | 新传媒8频道               | 小人物向前冲                                | 李梓阳               | 男配角         |
| 2017年 | 新传媒8频道               | 吃饱没2？（方言剧）                         | 阿发                 | 次要角         |
| 2018年 | 新传媒Toggle              | 千年来说对不起-前传（网剧）                 | 猪八戒               | 男配角         |
| 2018年 | 新传媒8频道               | 千年来说对不起                              | 帅戈                 | 男配角         |
| 2019年 | 新传媒Toggle、新传媒U频道 | 大话精（网剧）                              | 刘德华               | 男配角         |
| 2019年 | 新传媒8频道、台視         | 你那邊怎樣·我這邊OK                         | 李昊                 | 男配角         |
| 2019年 | 新传媒8频道               | 下一站，遇見                                | 林宇星               | 男配角         |
| 2019年 | 新传媒8频道               | 爱.起航                                     | 杨家辉               | 男配角         |
| 2019年 | 新传媒Toggle              | 见国会议员，英语：Meet The MP（英语网络剧） | 黄英雄（Hero Huang） | 次要角         |
| 2020年 | 新传媒8频道               | 快乐王子                                    | 李达威               | 男配角         |
| 2020年 | 新传媒8频道               | 森林生存记                                  | 麦斯(Max)            | 友情客串       |
| 2020年 | 新传媒5频道               | 律政精英5，英语：Code of Law5               | 陈艾萨（Isaac Tan）  | 次要角         |
| 2020年 | 新传媒8频道               | 花花公子                                    | 施安迪               | 男配角         |
| 2021年 | 新传媒8频道               | 卧虎藏鬼                                    | 谢伟祥               | 男配角         |
| 2021年 | 新传媒8频道               | 邻里帮                                      | 柯宇哲（Satay King） | 长寿剧，男配角 |
| 2021年 | 新传媒Toggle              | 周公讲鬼@行行都撞鬼（网剧）                 | Sebastian            | 特别出演       |
| 2022年 | 新传媒8频道               | 寄生                                        | 庄道深（Dawson）     | 男配角         |

### 电影
| 年份   | 剧名         | 角色   | 地区     | 性质       |
| 2012年 | 我们都不完美 | 扎克   | 新加坡   | 男配角     |
| 2014年 | 再见巨人     | 何小弟 | 新加坡   | 第一男主角 |
| 2017年 | 令伯特烦恼   | 林一白 | 马来西亚 | 第一男主角 |

### 节目
| 年份   | 频道         | 节目名称                    | 期数           | 性质 | 备注     |
| 2012年 | 新传媒8频道  | 我和偶像有个约会            | 全集           | 嘉宾 | 电视节目 |
| 2013年 | 新传媒U频道  | 打工看世界                  | 全集           | 主持 | 电视节目 |
| 2014年 | 新传媒8频道  | 我的导游是明星9 (中国上海)  | 2              | 主持 | 电视节目 |
| 2015年 | 新传媒8频道  | 我的导游是明星10 (中国湖南) | 2              | 主持 | 电视节目 |
| 2015年 | 新传媒Toggle | 带你去吃风 (日本)           | 第一集和第二集 | 主持 | 网络节目 |
| 2015年 | YES933       | 《宁.可听一听》             | 不適用         | 主持 | 电台节目 |
| 2016年 | YES933       | 《宁.可听一听》             | 不適用         | 主持 | 电台节目 |

## 奖项纪录
| 年份   | 届次                | 奖项                                                   | 作品                            | 国家   | 结果 |
| 2011年 | 2011                | 新报年度新人奖（The New Paper Dude of the Year Award） | 不適用                          | 新加坡 | 獲獎 |
| 2013年 | 第18届 亚洲电视大奖 | 最佳男配角                                             | 我们等你饰演白志翔              | 亚洲   | 提名 |
| 2013年 | 第19届 红星大奖2013 | 最佳新人                                               | 我们等你饰演白志翔              | 新加坡 | 獲獎 |
| 2014年 | 第20届 红星大奖2014 | 最佳资讯节目主持人                                     | 打工看世界                      | 新加坡 | 提名 |
| 2014年 | 第20届 红星大奖2014 | 区域最受欢迎新传媒艺人 - 印度尼西亚                    | 不適用                          | 新加坡 | 提名 |
| 2014年 | 第20届 红星大奖2014 | 区域最受欢迎新传媒艺人 - 马来西亚                      | 不適用                          | 新加坡 | 提名 |
| 2014年 | 第20届 红星大奖2014 | 伦敦巧克力卷（London Choco Roll）最佳开心果奖          | 骤变饰演钟文泰                  | 新加坡 | 提名 |
| 2014年 | 第20届 红星大奖2014 | 十大最受欢迎男艺人奖                                   | 不適用                          | 新加坡 | 提名 |
| 2015年 | 第21届 红星大奖2015 | 十大最受欢迎男艺人                                     | 不適用                          | 新加坡 | 獲獎 |
| 2015年 | 第21届 红星大奖2015 | 最喜爱银荧幕情侣（与谢静仪）                           | 球在你脚下                      | 新加坡 | 提名 |
| 2015年 | 第21届 红星大奖2015 | Toggle（索扣）杰出公子奖                               | 不適用                          | 新加坡 | 提名 |
| 2016年 | 第22届 红星大奖2016 | 最佳男配角                                             | 虎妈来了                        | 新加坡 | 提名 |
| 2016年 | 第22届 红星大奖2016 | 伦敦巧克力卷（London Choco Roll）最佳开心果奖          | 虎妈来了饰演陈浩威              | 新加坡 | 提名 |
| 2016年 | 第22届 红星大奖2016 | Toggle（索扣）人气闺蜜奖BFF (与徐鸣杰)                 | 不適用                          | 新加坡 | 提名 |
| 2017年 | 第23届 红星大奖2017 | 最佳男配角                                             | 绝世好工饰演林梓杰              | 新加坡 | 提名 |
| 2017年 | 第23届 红星大奖2017 | Bioskin（生物肌肤）健康秀发奖                          | 不適用                          | 新加坡 | 提名 |
| 2017年 | 第23届 红星大奖2017 | 伦敦巧克力卷（London Choco Roll）最佳开心果奖          | 绝世好工饰演林梓杰              | 新加坡 | 獲獎 |
| 2017年 | 第23届 红星大奖2017 | 十大最受欢迎男艺人奖                                   | 不適用                          | 新加坡 | 提名 |
| 2019年 | 第25届 红星大奖2019 | 最佳男配角                                             | 千年来说对不起饰演帅戈          | 新加坡 | 提名 |
| 2021年 | 第26届 红星大奖2021 | 最佳男配角                                             | 你那边怎样，我这边ok (新加坡篇) | 新加坡 | 提名 |
| 2021年 | 第26届 红星大奖2021 | Bioskin（生物肌肤）魅力四射奖                          | 不適用                          | 新加坡 | 提名 |
| 2021年 | 第26届 红星大奖2021 | 十大最受欢迎男艺人奖                                   | 不適用                          | 新加坡 | 提名 |